# Moniteur (évêque d'Orléans)
Saint Moniteur (mort vers 490) est le douzième évêque d'Orléans, vénéré comme un saint de l'Église catholique,.
Il devint évêque d'Orléans vers 472. Sa fête est célébrée le 10 novembre,,,.